# Parlier
Parlier, fundada en 1921, es una ciudad ubicada en el condado de Fresno en el estado estadounidense de California. En el año 2000 tenía una población de 7,722 habitantes y una densidad poblacional de 1,930.5 personas por km².

## Geografía
Parlier se encuentra ubicada en las coordenadas 36°36′N 119°31′O / 36.600, -119.517. Según la Oficina del Censo, la ciudad tiene un área total de 4,2 km² (1,6 mi²), de la cual 4,2 km² (1,6 mi²) es tierra y 0 km² (0 mi²) (0%) es agua.

## Demografía
Según la Oficina del Censo en 2000 los ingresos medios por hogar en la localidad eran de $24,539, y los ingresos medios por familia eran $24,275. Los hombres tenían unos ingresos medios de $16,585 frente a los $17,589 para las mujeres. La renta per cápita para la localidad era de $7,078. Alrededor del 33.5% de la población estaban por debajo del umbral de pobreza.